# Requiem für Dominik
Requiem für Dominik é um filme austríaco de 1991, do gênero drama, dirigido por Robert Dornhelm e escrito por Michael Köhlmeier. 
Foi selecionado como representante da Áustria à edição do Oscar 1992, organizada pela Academia de Artes e Ciências Cinematográficas.[carece de fontes?]

## Elenco
- Georg Hoffmann-Ostenhof
- Georg Metzenrad
- Felix Mitterer
- Werner Prinz
- Antonia Rados
- August Schmölzer